# Rhinolophus lepidus
Rhinolophus lepidus es una especie de murciélago de la familia Rhinolophidae.

## Distribución geográfica
Se encuentra en Afganistán, China, India, Indonesia, Malasia, Birmania, Nepal, Pakistán, Tailandia y Vietnam.